# Алачуа (округ)
Это статья об округе. О городе см. статью Алачуа
Ала́чуа (англ. Alachua County) — округ штата Флорида, США. По оценке бюро переписи населения США в 2010 году население округа составляло 247 336 человек. Окружной центр — город Гейнсвилл.
В округе Алачуа находится Флоридский университет. Кроме того, округ известен своей разнообразной культурной жизнью, местной музыкой и мастерскими. Больша́я часть экономики округа связана с университетом.